# ZZ Top
ZZ Top är ett amerikanskt rockband med blues- och boogie woogie-influenser, bildat i Houston i Texas 1969. Gruppen har sålt mer än 50 miljoner skivor. De är bland annat kända för sina karaktäristiska långa skägg, som medlemmarna Billy Gibbons och Dusty Hill haft sedan mitten av 1970-talet.

## Historia
Gruppen bestod av Billy Gibbons på gitarr och sång, Dusty Hill (död 2021) på elbas och sång, och Frank Beard på trummor och sång. Gruppen började som ett traditionellt bluesrock- och boogierockband, men på 1980-talet började de använda sig mer av syntar och musiken blev lite popigare och mer kommersiellt gångbar. På senare år har de någorlunda återvänt till sina rötter.
ZZ Top var tidiga med att utnyttja musikvideor och MTV-fenomenet, och nådde en bred publik med videotrilogin "Legs", "Gimme All Your Lovin'" och "Sharp Dressed Man" från albumet Eliminator (1983), som slog an en mer trallvänlig ton än de tidigare albumen. Albumet fick sitt namn och omslag från bilen Eliminator, en Hot Rod som ZZ Top låtit Boyd Coddington bygga utifrån en Ford av årsmodell 1933. Temat för de tre videorna var Eliminator-bilen och tuffa tjejer som hjälpte tafatta killar. Dessa nominerades i ett flertal kategorier i MTV Video Music Awards år 1984. "Legs" vann priset för bästa gruppvideo och "Sharp Dressed Man" vann priset för bästa regi. Albumet har sålt mer än 10 miljoner exemplar.
Till Afterburner (1985), som blev bandets högst listade album, utnyttjade man i ännu högre grad syntar och samplers (Fairlight) för att skapa ljudet, en teknik som man därefter började gå ifrån. Även Afterburner begåvades med några intressanta videor, framför allt till sången "Rough Boy" som nominerades i sex kategorier till MTV Video Music Awards år 1986 och där vann priset för bästa art direction. Även sången "Sleeping Bag" nominerades i två kategorier. I båda nämnda musikvideor ingår bilen Eliminator. Efteråt i musikvideon "Sleeping Bag" förstörs den av stora hjullastare för att sedan återuppstå som rymdfärja,[källa behövs] vars färd man senare får följa i "Rough Boy". Eliminator sågs för sista gången i "Rough Boy", men ZZ Tops intresse för bilar bestod. I slutet av 1980-talet lät de samme Boyd Coddington bygga CadZilla baserat på en Cadillac från 1949. Denna kan ses i videon till "My Head's in Mississippi" från albumet Recycler.
Den 15 mars 2004 blev de invalda i Rock and Roll Hall of Fame.
Gruppens senaste studioalbum släpptes 2012 efter ett uppehåll i utgivningen under 9 år. De har under hela 2000-talet turnerat.
I juli 2021 tvingades Dusty Hill att lämna den pågående turnén på grund av en höftskada. Hills gitarrtekniker Elwood Francis hoppade då in som basist. Fem dagar senare meddelades att Hill avlidit i sitt hem i Houston, 72 år gammal. På Hills önskan fortsatte ZZ Top med Francis som basist.

## Diskografi

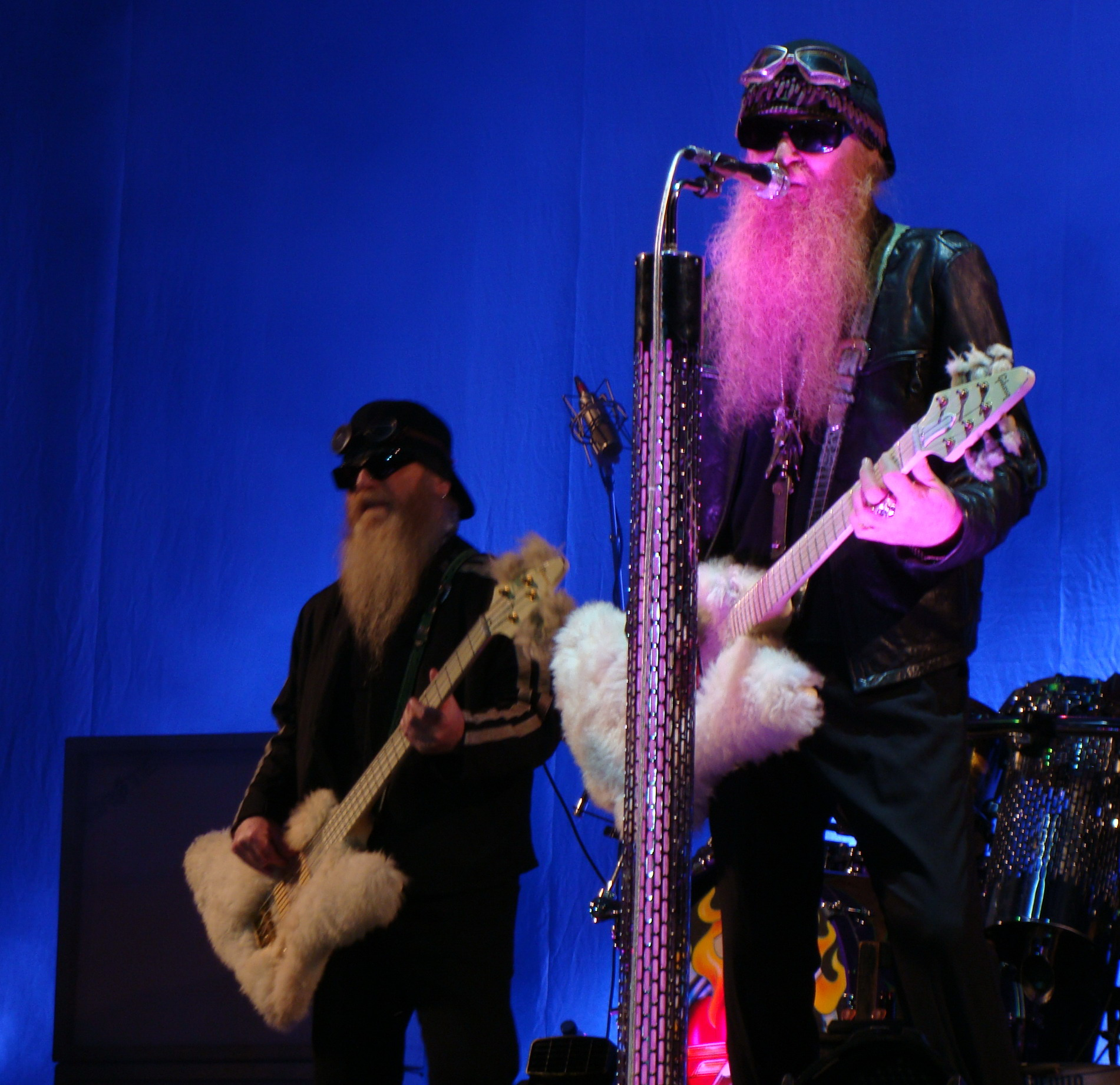
Dusty Hill och Billy Gibbons under en konsert i Bilbao 2008.

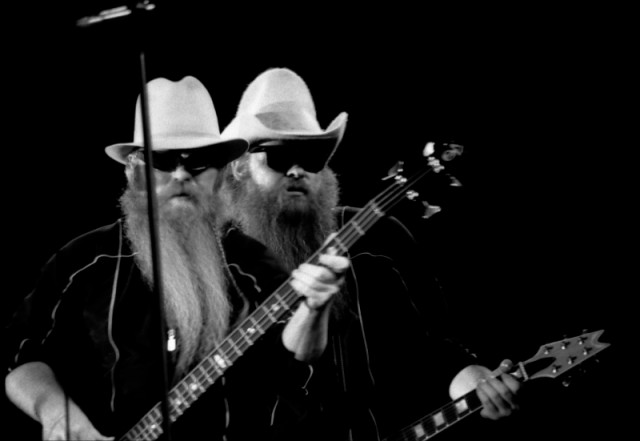
ZZ Top i Drammenshallen, Norge, oktober 1983.

Studioalbum
- 1970 – ZZ Top's First Album
- 1972 – Rio Grande Mud
- 1973 – Tres Hombres
- 1975 – Fandango!
- 1976 – Tejas
- 1979 – Degüello
- 1981 – El Loco
- 1983 – Eliminator
- 1985 – Afterburner
- 1990 – Recycler
- 1994 – Antenna
- 1996 – Rhythmeen
- 1999 – XXX
- 2003 – Mescalero
- 2012 – Texicali (EP)
- 2012 – La Futura

### Livealbum
- 2008 – Live From Texas
- 2009 – Double Down Live

### Samlingsalbum
- 1977 – The Best of ZZ Top
- 1987 – Six Pack
- 1992 – Greatest Hits
- 1994 – One Foot in the Blues
- 2003 – Chrome, Smoke & BBQ
- 2004 – Rancho Texicano
- 2006 – The Beginning of ZZ Top
- 2008 – Rancho Texicano: The Very Best of ZZ Top

## Medlemmar
Nuvarande medlemmar
- Frank Beard – trummor, percussion, körsång (1969–)
- Billy Gibbons – gitarr, sång, körsång (1969–)
- Elwood Francis – basgitarr, keyboards, sång, körsång (2021–)

Tidigare medlemmar
- Dusty Hill – basgitarr, keyboards, sång, körsång (1969–2021)
- Billy Ethridge – basgitarr (1969)
- Lanier Greig – basgitarr, Hammondorgel (1969)[9]
- Dan Mitchell – trummor (1969)